# ルディ・イステニッチ
ルディ・イステニッチ（Rudi Istenič、1971年1月10日 - ）は、ドイツ (旧西ドイツ)・ケルン出身の元サッカー選手。現役時代のポジションはFW。元スロベニア代表。

## 経歴
スロベニア人の両親の下、ケルンに生まれ、1995年にフォルトゥナ・デュッセルドルフでプロデビューを果たした。1995-96シーズンから2シーズンのみキャリア唯一となるブンデスリーガの舞台でプレーし、1996-97シーズンにはリーグ戦30試合に出場して1得点を挙げた。その後はドイツ国内の下部リーグでキャリアを送り、2006年にアマチュアクラブのSVジークフリート・マターボルン1927で現役を引退した。
1997年9月6日、1998 FIFAワールドカップ・予選のギリシャ代表戦にて先発フル出場を果たしたことでスロベニア代表デビュー。主にズラトコ・ザホヴィッチの控えとして定期的に同代表に招集され、UEFA EURO 2000にも参加したが、大会中での出番は訪れず、同大会以降は代表から遠ざかっていった。